# Niphoparmena kivuensis
Niphoparmena kivuensis är en skalbaggsart som först beskrevs av Stefan von Breuning 1939.  Niphoparmena kivuensis ingår i släktet Niphoparmena och familjen långhorningar.
Artens utbredningsområde är:
- Burundi.
- Rwanda.

Inga underarter finns listade i Catalogue of Life.